# Wild Life (manga)
A Wild Life (ワイルドライフ; Vairudo Raifu; Hepburn: Wairudo Raifu, ’Vad Élet’) egy sónen manga sorozat, amit Fudzsiszaki Maszato készített. A mangát a Súkan Sónen Sunday magazin adta ki, majd a Shogakukan 27 kötetre szedte össze. A manga egy középiskolás bűnözőről, Ivasiro Tessó-ról szól, aki állatorvos szeretne lenni.
A manga 2003-2008-ig ment a Súkan Sónen Sunday magazinban. 2006-ban elnyerte a Shogakukan manga-díjat sónen kategóriában. 2008-ban egy élőszereplős filmsorozat is készült volna belőle, azonban beszüntették.

## Története
Tessó, a történet főhőse egy fiatalkorú bűnöző. Birtokában van a tökéletes hallás képességének. Olyan dolgokat is képes meghallani amiket mások nem. Megmenti egy kutya életét a helyi állatorvos, Kasijú segítségével. Később ezt a kutyát elnevezi Inunak ami kutyát jelent. Ez a cselekedet sorsdöntő lesz Tessó életében. Eldönti, hogy állatorvos akar lenni. Miután befejezte az állatorvosi iskolát, nem talál munkát. De egy régi gimis barátjának köszönhetően lehetőséget kap hogy a híres R.E.D állatkórház egyik orvosa lehessen.

## Szereplők
Ivasiro Tessó (岩城 鉄生; Hepburn: Iwashiro Tesshō)
A történet főszereplője. Miután gimnazista korában megment egy kutyát - akit később örökbe fogad - eldönti hogy állatorvos lesz belőle. Jelenleg a R.E.D második részlegének az orvosa, aki a vadállatok gyógyításával foglalkozik. Szőke haja miatt gyakran érik sértő megjegyzések. Beceneve például a "Japán legidiótább szőke állatorvosa". Azonban nagyon jó állatorvos, egyszer egy emberi életet is megmentett. Fél a szellemektől.
Mika Szenó (瀬能 みか; Hepburn: Senō Mika)
A R.E.D kórház egyik nővére és Tessó asszisztense, aki elkíséri őt az állatmentő kalandjaira. Idiótának tarja Tessót, ugyanakkor tiszteli és elismeri. Feltehetően gyengéd érzelmeket táplál iránta.
Rjótó Cukasza (陵刀 司; Hepburn: Ryōtō Tsukasa)
A R.E.D második részlegének vezetője. Különlegesen jó betekintése van az állatok viselkedésébe. Gyermekkorában az apjával - egy világhírű állatorvossal - járta a világot, hogy elég tapasztalatot gyűjtsön az állatorvosi élethez. Pletykák szerint biszexuális. Az apja ragaszkodik ahhoz hogy majd ő legyen az utóda.
Kuracsi Hiszataka (鞍智 久孝; Hepburn: Kurachi Hisataka)
A R.E.D második szakaszának tagja, akit a harmadik szakaszból helyeztek át. A Teito Állatorvos Doktorátusi programban kapott diplomás, és a kórházba Riótó és az apja lévén kerülhetett. Sokat tanul Tessótól a munkája során. Azonban hiába próbál meg az állatok lelkére hatni, mindig csak elijeszteni sikerül őket.